# Szary Zamek w Szczecinie

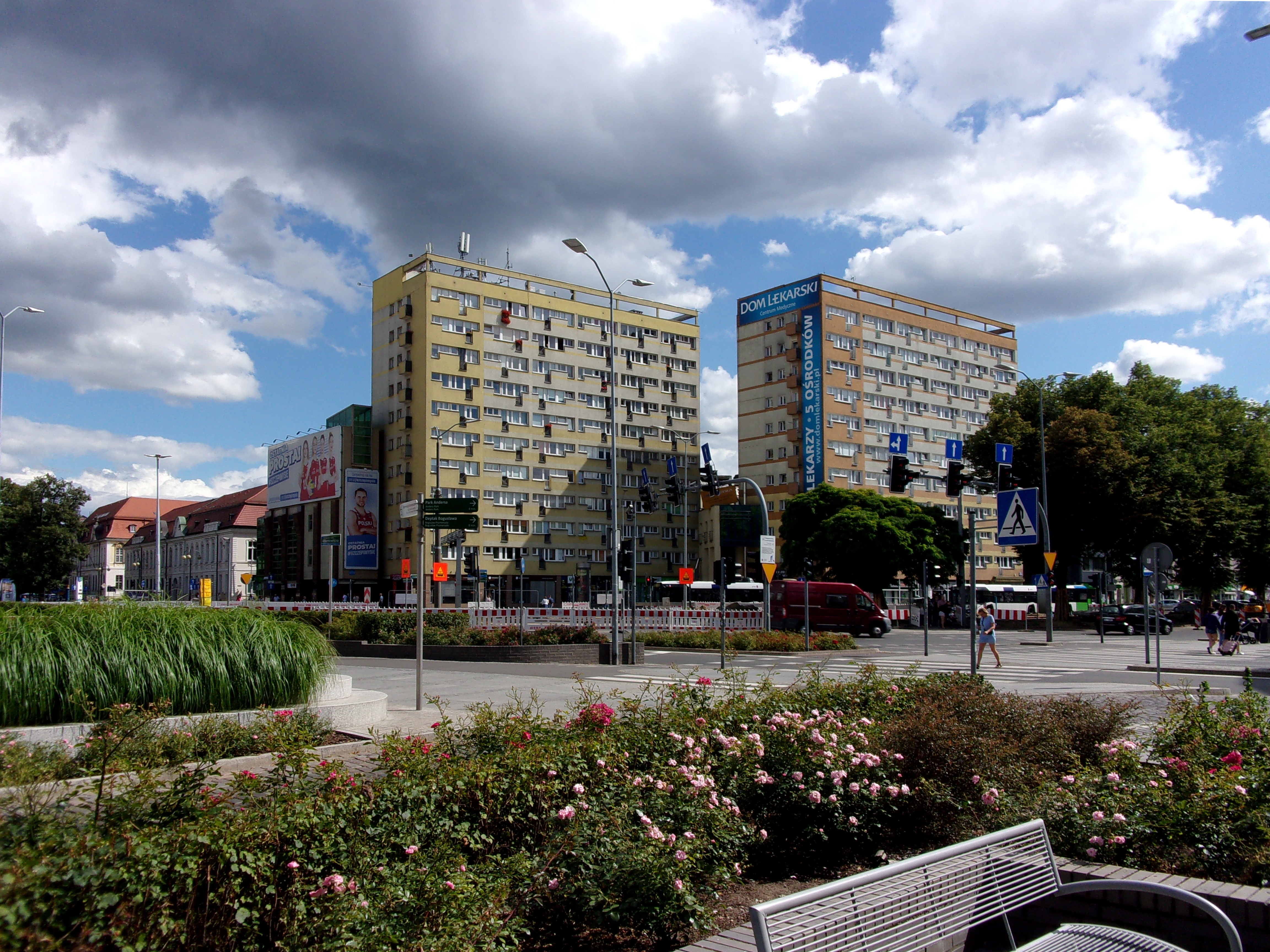
Wieżowce w miejscu Szarego Zamku

Szary Zamek (niem. Graues Schloß) – kamienica w Szczecinie, która znajdowała się na narożniku dzisiejszego placu Żołnierza Polskiego i alei Niepodległości, na północno-zachodnim obrzeżu osiedla Stare Miasto, w dzielnicy Śródmieście. Zniszczona podczas II wojny światowej.

## Historia
Szary Zamek wzniesiono w latach 1904–1905 na miejscu dwupiętrowych zabudowań koszar, istniejących w latach 1729–1903. Na parterze mieściły się punkty handlowe oraz restauracje i kawiarnie. W hełmie wieńczącym narożnik znajdował się taras widokowy.
Kamienica została zbombardowana podczas nalotu na Szczecin brytyjskich sił Royal Air Force 5/6 stycznia 1944. Z powodu znacznych zniszczeń budynek rozebrano jeszcze przed zakończeniem II wojny światowej. Na przełomie lat 60. i 70. XX wieku na miejscu Szarego Zamku powstały dwa bliźniacze wieżowce według projektu Aliny Bursche, Teodora Bursche, Stanisława Płoskiego i Romana Szymborskiego.

## Opis
Kamienica była obiektem czterokondygnacyjnym, narożnym. Fasada od strony placu Żołnierza Polskiego była sześcioosiowa, przy czym dwie środkowe osie znajdowały się w ryzalicie zwieńczonym trójkątnym szczytem ze sterczynami. Do obu stron ryzalitu przylegały balkony. Narożniki budynku miały formę kanciastych wież pokrytych hełmami z iglicami. Fasady bocznych skrzydeł budynku były 8-osiowe. Trzy skrajne osie pierwszego i drugiego piętra obydwu bocznych skrzydeł umiejscowiono w wykuszach. Budynek był pokryty dachem mansardowym, który nad frontem budynku zaakcentowano wieżą z dwuczęściowym hełmem przedzielonym przezroczem.